# Зачароване місце (збірка)
«Зачароване місце»: українська літературна казка — збірка українських літературних казок, укладена українським письменником Юрієм Винничуком, що вийшла 2006 року у видавництві «Піраміда» (Львів).

## Зміст
До збірки ввійшли такі твори:
- Григорій Квітка-Основ'яненко («Підбрехач», «Відьма»[1]);
- Орест Сомів («Русалка»[2]);
- Яків Кухаренко («Вороний кінь»);
- Михайло Максимович («Марко-багатир»[3]);
- Олекса Стороженко («Се така баба, що чорт їй на махових вилах чоботи оддав», «Вчи лінивого не молотом, а голодом», «Не впусти рака з рота», «Два брати», «Лучче нехай буде злий, ніж дурний», «Розумний бреше, щоб правди добути», «Дурень», «Жонатий чорт», «Скарб», «Три сестри (Задніпровська казка)»);
- Микола Тихорський («Вирлоок»);
- Хома Купрієнко («Відьмач»);
- Левко Боровиковський («Дві долі», «Кульгавий скрипаль», «Велетень», «Диво-рушниця», «Лихо», «Коваль»)[4];
- Микола Гоголь («Зачароване місце (Билиця, розповідана дяком ***ської церкви)»[5]);
- Євген Гребінка («Мачуха і панночка»[2], «Страшний звір»[4], «Місяць і Сонце»[4]);
- Микола Костомаров («Торба»);
- Грицько Карпенко («Вовк і старий собака»);
- Степан Карпенко («Лях і запорожець»);
- Пантелеймон Куліш («Коваль Захарко (Оповідання одного козака)», «Півпівника (Гішпанська дітська казочка)», «Циган»);
- Іван Наумович (Казки про чортів: «Чорт наймитом», «Фляшка», «Як два шевці, куми, заходили до пекла», «Як один розумний швець записав чортові душу, а таки до неба дістався», «Данило Жужля», «Івась, лицар славний», «Кобиляча Голова», «Крути, верти, тра умерти», «Гриць Шпачок», «Дармоїди»; Притчі: «Більше щастя як розуму», «Мороз», «Невдяка синівська», «Три сини», «Школяр у дорозі», «Старець і смерть», «Благородство серця», «Господар і перепелиця», «Втрафила коса на камінь»);
- Ганна Барвінок («Чорт у крепацтві»);
- Марко Вовчок («Дев'ять братів і десята сестриця Галя», «Зла Колючка і Добра Троянда»);
- Анатоль Свидницький («Чарівні дзвіночки», «Відьма і дяк»);
- Осип Федькович («Від чого море солоне?», «Чортівська бочка», «Глогорожечка», «Золота кісочка», «Голодний чорт, або дорога до пекла», «Нікс», «Хитрий кравець», «Дурний гуцуляк», «Милосердний хлопчик», «По щирості», «Новий капелюх», «Горда качка», «Убога та багачка», «Три дурні»);
- Василь Гнилосир («Верба», «Козака й чорт не зляка»);
- Митрофан Александрович («Проскурка»);
- Микола Вербицький («Заклад»);